# Лінія Бар-Лева

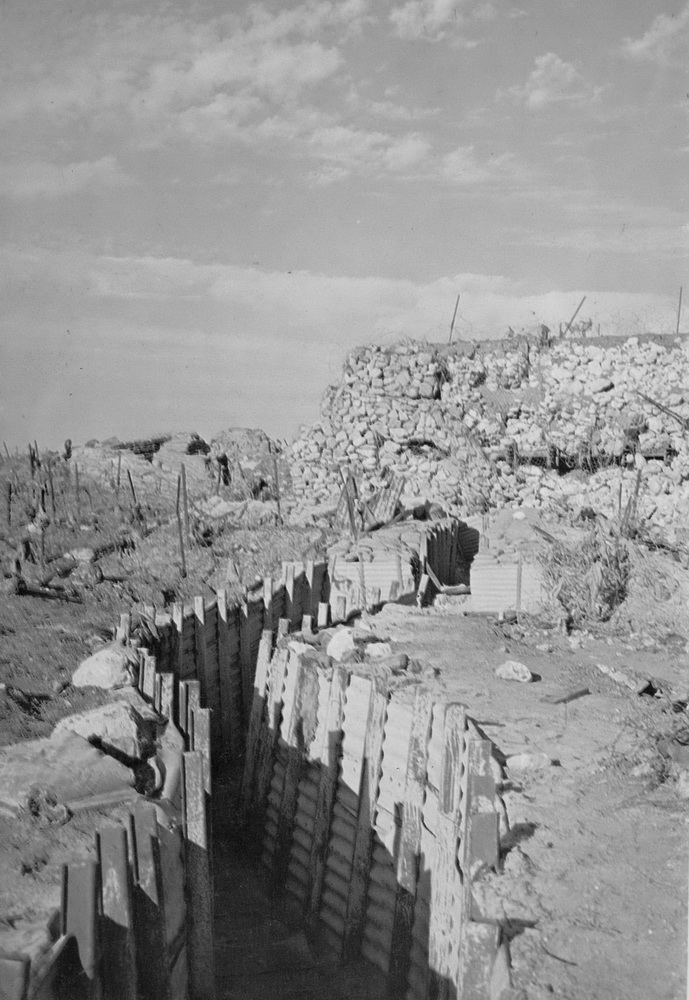
Частина лінії Бар-Лева

Лінія Бар-Лева (англ. Bar Lev Line, івр. קו בר-לב, Kav Bar Lev, араб. خط برليف‎, Khaṭṭ Barlīf) — ланцюг укріплених оборонних споруд, побудованих Ізраїлем уздовж східного узбережжя Суецького каналу, після окупації Синайського півострова, що входить до складу Єгипту, під час Шестиденної війни.

## Характеристика
Цю оборонну лінію було побудовано з бетону, піску та сталі.
Споруда складалася з двох смуг укріплень. Перша смуга, розташована на східному березі Суецького каналу, виглядала як насипний піщаний вал заввишки 8-20 метрів; в проміжках були обладнані опорні пункти, розраховані на 30-40 бійців, на озброєнні яких, крім штатної зброї, були великокаліберні кулемети, гранатомети, міномети, а також протитанкові гармати. У проміжках між опорними пунктами Лінії Бар-Лева були встановлені дротяні загородження і мінні поля. Друга смуга проходила на відстані 30-45 км від Суецького каналу і мала вигляд довготривалих інженерних споруд в стратегічно важливих місцях, що призначені для оперативних резервів.

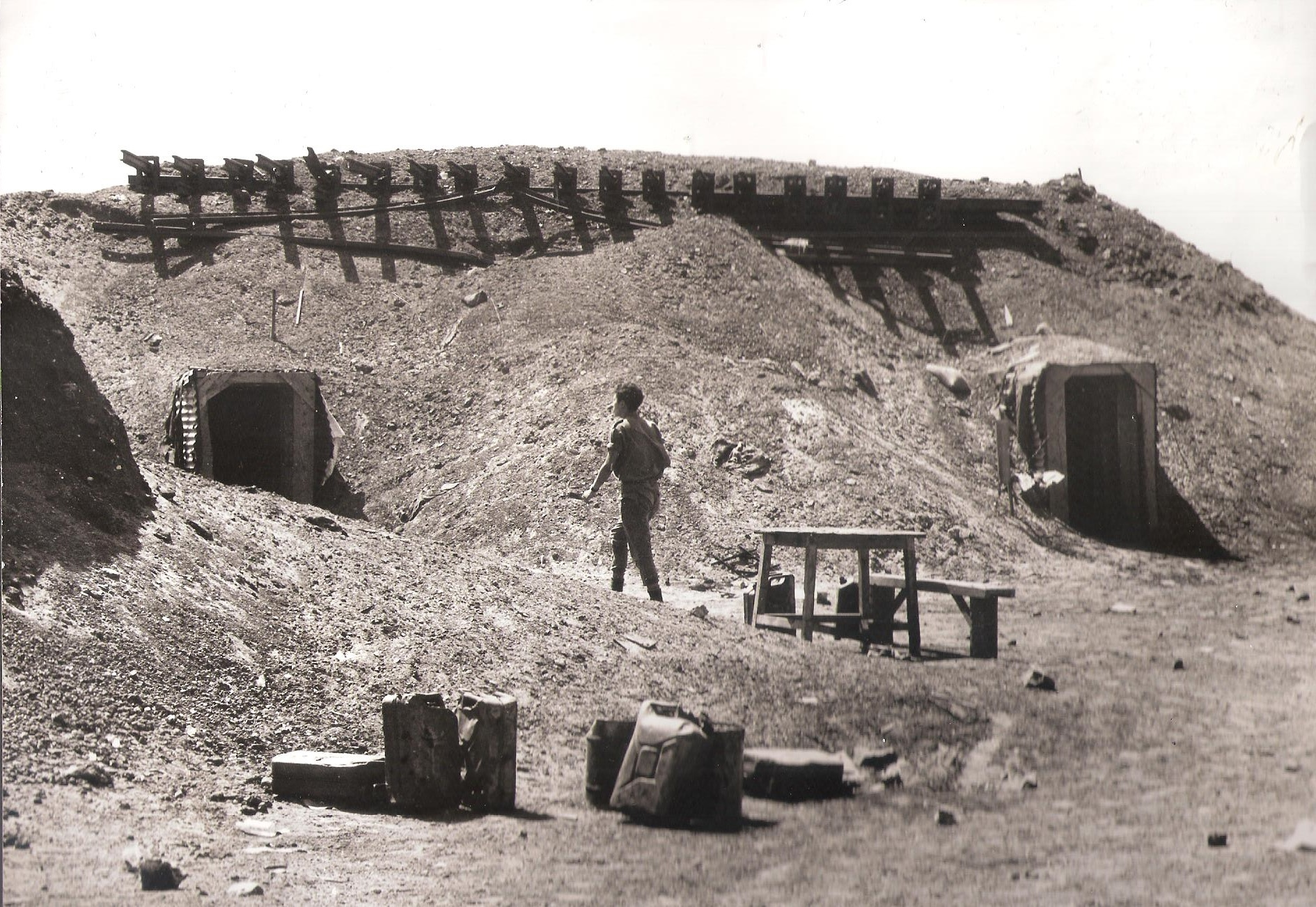
Форт Будапест, 1970 рік

Лінію посилювали форти (муцаві, маози), як, наприклад «Мавдед», який спочатку був побудований для розміщення важкої артилерії, яка забезпечувала фланкувальний вогонь уздовж південної частини Суецького каналу. Форт мав приблизно 250 м в поперечнику і був посилений протипіхотним озброєнням: 6 спарок 12,7-мм кулеметів М2НВ. У внутрішньому дворі форту були побудовані 6 артилерійських напівкапонір, які були з'єднані між собою потернами. Цією артилерією ізраїльтяни обстрілювали Суец.
Однією з частин Армії оборони Ізраїлю, що обороняли Лінію Бар-Лева, був 68-й батальйон 16-ї бригади Хатива Єрушалміт. Ці сили захищали такі форти (муцаві): Траклін, Будапест, Оркаль, Лахцаніт, Дрора, Ктуба, Мілано, Міфрекет, Хезьон, Пуркан, Мацмед, Лакекан, Боцер і Літуф.
Уздовж Суецького каналу ізраїльтяни встановили дві батареї: 155-мм САУ М-50, батарею 155-мм М-50, батарею 175-мм САУ М107 з 55-го дивізіону «Дракон». Був ще дивізіон «Решеф», що включав дві батареї 155-мм САУ М-50, і батарею 155-мм М-50, а також два 160-мм міномети, один з яких не встиг розміститися на позиції.
Лінія тягнулася в довжину приблизно на 160 км (точніше: довжина — 157,5 км, ширина — 180 м).
Висота насипу з піску досягала до 25 метрів (проте, єгиптяни, за порадою радянських військових фахівців, придумали простий, але ефективний метод руйнування цього насипу за допомогою водометів).
Ізраїльтяни планували (план «Ор якарот») побудувати систему скидання нафти в Суецький канал і її займання, на випадок форсування каналу єгиптянами, однак з'ясувалося, що сильна течія в каналі швидко зносить нафту і для створення надійного вогневого заслону протягом 1 години потрібно мати нафтові цистерни величезних обсягів. Було побудовано 22 пункти скидання нафти, з них 20 — помилкові.
Таким чином, Лінія Бар-Лева мала кілька бар'єрів: сам канал (ширина 350 м, глибина 20 м), насип піску (висотою від 4 до 17 м і шириною біля основи 25 м), резервуари з пальним, мінні поля, лінію окопів, загородження з колючого дроту, опорні пункти і форти на відстані до 1 км з ровами, казармами, що забезпечувались вогневою взаємодією один з одним.
Всього було 28 взводних опорних пунктів — маозів, ще один опорний пункт — «Егрофіт» — розташовувався на березі Суецької затоки і два — на березі Середземного моря (серед них «Будапест» за 12 км на схід від Порт-Саїда і «Траклін» за 10 км на схід від форту «Будапест»).
Гарнізон типового опорного пункту (маоза) був не менше 60 бійців, озброєння: п'ять 12,7-мм кулемета М2НВ «Браунінг», дві 20-мм гармати, чотири або п'ять 52-мм або 81-мм міномета, два гвинтівкові гранатомети, один або два 82-мм реактивних гранатомети «Супер базука», а також особисту зброю. Фланкування проміжків здійснювала батарея з чотирьох 120-мм мінометів, які перебували в тиловій частині маоза.
У кожному маозі було по 3 танки, для більшої ефективності використання яких, на основі досвіду Корейської війни, були побудовані аппарели — похилі насипи, які дозволяли танку вести вогонь з гармати з великим кутом піднесення.
Вартість споруди становила близько 300 мільйонів доларів.
Названа ім'ям генерала Хаїма Бар-Лева.

## Історія
В ході Шестиденної війни ізраїльтяни звільнили Синайський півострів, в результаті від Єгипту ізраїльтян став відокремлювати Суецький канал.
Деякі генерали, в тому числі Аріель Шарон та Ісраель Таль, були проти даної лінії, вважаючи, що крім неефективності подібних споруд, показаних в історії, сама тактика і стратегія ізраїльської армії націлена на атаку, а не на оборону. Однак, Шарона не послухалися, оскільки споруда обіцяла великі прибутки фірмам-підрядникам. Прихильником Лінії був, наприклад Авраам Адан.
Лінія Бар-Лева була побудована в 1968 - 1969 роках.

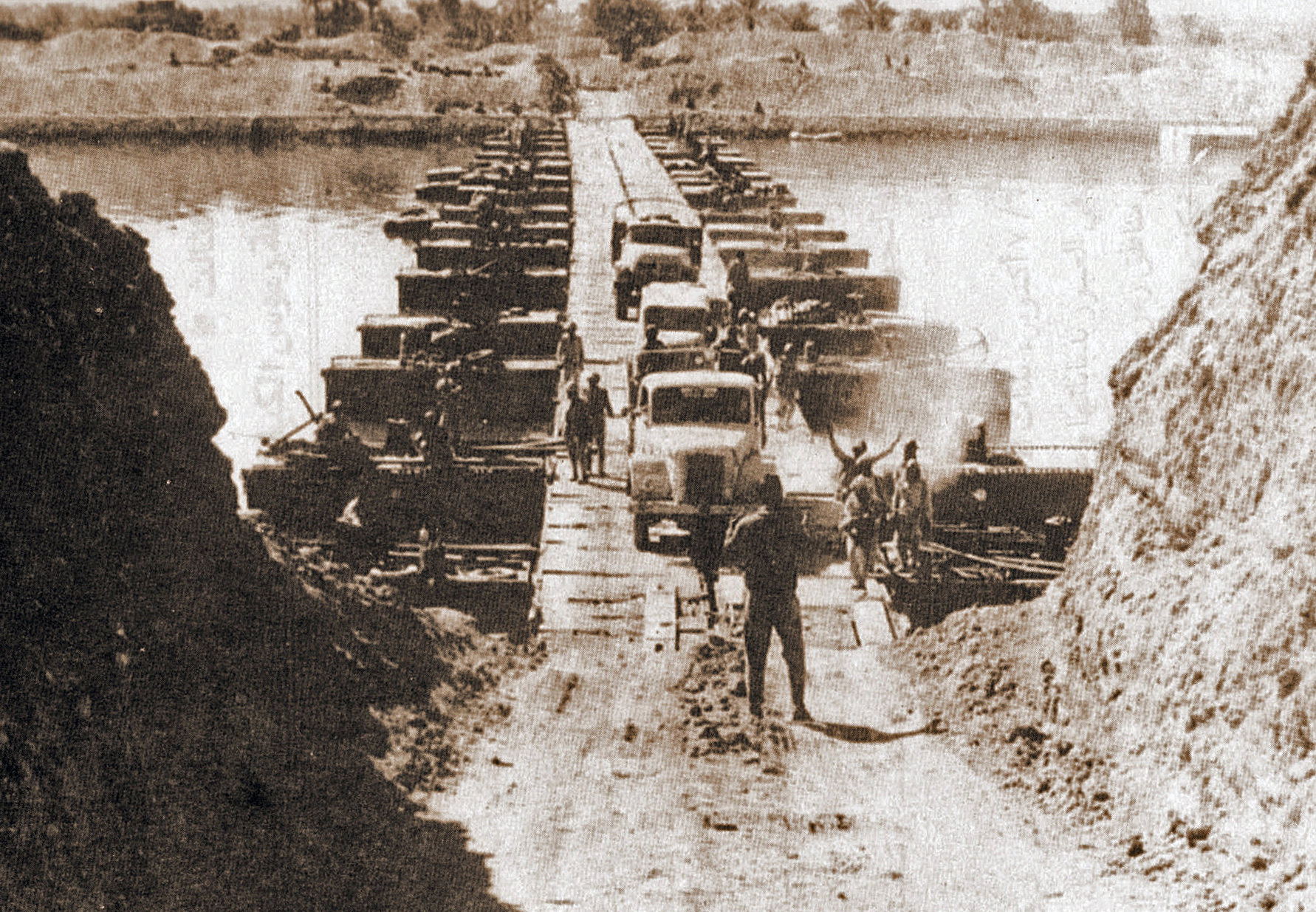
Єгиптяни форсують Суецький канал

Як відомо, в 1973 році, під час Війни Судного дня, Лінія Бар-Лева себе практично не виправдала.
Ще напередодні війни, 5 жовтня 1973 року, команди єгипетських військових плавців заблокували підводні отвори резервуарів з пальним бетоном, з цієї причини, вони не спрацювали.
До початку Війни Судного дня лише 16 опорних пунктів були чинними (15 уздовж Суецького каналу, а також «Будапест»), ще в 4, в тому числі «Егрофіт» і «Траклін», перебували денні спостережні пункти, ще 7 спостережних пунктів розташовувалися між опорними пунктами. У тих місцях Лінії, де знаходилися блоки опорних пунктів, діючим був тільки один опорний пункт блоку. Виняток становив найпівнічніший на лінії каналу блок опорних пунктів «Оркаль» («Темпо»), де діяли всі 3 опорних пункти блоку: «Оркаль-Алеф», «Оркаль-Бет», а також «Оркаль-Гімель». Передові позиції єгиптян знаходилися за 900 м від «Оркаль» і 1 км від форту «Будапест».
Форсування каналу отримала у єгиптян назву операція «Бадр».
6 жовтня 1973 року о 14.00 з'явилися єгипетські «МіГи» і почалася авіаційна і артилерійська підготовка до форсування каналу, після чого через канал спочатку перебралися коммандос, а потім піхота і танки. О 15.00 єгиптянами був знищений перший ізраїльський опорний пункт. Варто, однак, зауважити, що  «глибші» опорні пункти ізраїльтян, що знаходяться в центрі Синайського півострова, зупинили єгипетську армію.
Ізраїльські солдати та офіцери відчайдушно протидіяли, і, наприклад, форт «Будапешт» протримався до кінця війни.